# Roberto Medellín
Pedro Roberto Medellín Ostos (Tantoyuca, Veracruz, 29 de abril de 1881 - Ciudad de México, 5 de marzo de 1941) fue un destacado académico universitario que fuera rector de la Universidad Nacional Autónoma de México y director del Instituto Politécnico Nacional
Estudió en la Escuela Nacional de Química donde obtuvo el título de químico farmacéutico y de la que más tarde fuera también profesor y director.
Con la llegada de Narciso Bassols a la Secretaría de Educación Pública, fue nombrado rector de la Universidad Nacional Autónoma de México en 1932, con ello se buscó radicalizar la posición del gobierno con respecto a la intervención de la Iglesia en materia educativa. En septiembre de 1933, el rector de la Universidad, Roberto Medellín junto con personajes como, Vicente Lombardo Toledano, organizaron el 1.er congreso de universitarios mexicanos en el cual se aprobó que la UNAM, como otras instituciones similares, debían formar individuos que contribuyeran, de acuerdo a su preparación profesional, al advenimiento de una sociedad socialista.
Durante su administración se suscitó un fuerte movimiento estudiantil en rechazo al proyecto educativo de reforma socialista que representaba para muchos universitarios, la imposición por parte del Estado de una ideología en la enseñanza, ajena al sentir nacional y contraria a la libertad de cátedra. Como respuesta a esa inconformidad, el gobierno mexicano decidió romper los vínculos con la UNAM y le otorgó la plena autonomía mediante su Ley Orgánica de 1933, que le dejaba bajo su exclusiva y absoluta responsabilidad y con sus propios elementos pecuniarios y morales.
El 15 de octubre de 1933 debido a las protestas y tumultos ocasionados por el acuerdo firmado en el congreso antes mencionado, renunció al cargo de rector de la UNAM. Algunos años después (1937) fue nombrado director del Instituto Politécnico Nacional, institución fundada en el espíritu del pensamiento posrevolucionario.
Murió en la Ciudad de México el 5 de marzo de 1941. Fue sepultado en el Panteón Español.